# K.A. Krishnaswamy
K.A. Krishnaswamy, pseud. KAK (ur. 1932, zm. 18 maja 2010) – indyjski polityk.
Był bratem K.A. Madiazhagana, jednego z członków założycieli Drawidyjskiej Federacji Postępu (DMK). Sam również działał w tej partii. Był deputowanym izby wyższej parlamentu związkowego, członkiem Rady Legislacyjnej Tamilnadu oraz trzykrotnym posłem do stanowego Zgromadzenia Ustawodawczego. Blisko współpracował z M.G. Ramachandranem, jako jeden z pierwszych parlamentarzystów DMK przeszedł do utworzonej przez niego AIADMK. Pełnił w niej funkcje zastępcy sekretarza generalnego oraz wydawcy partyjnej gazety Thennagam. Wielokrotnie zajmował stanowiska ministerialne w rządzie stanowym (w tym w gabinetach tworzonych przez Ramachandrana, w latach 1978–1987).